# Hemiphragma
Hemiphragma, biljni rod iz porodice trpučevki smješten u vlastiti tribus Hemiphragmeae, dio potporodice Digitalidoideae. Jdedina vrsta je H. heterophyllum rasprostranjena od Himalaja do Kine, Mjanmara, Tajvana i Malezije.

## Stanište
Alpski travnjaci, pukotine stijena, među drugim biljem; na visinama od 2600-4100 m.

## Opis
To je dlakava puzava biljka koja se često nalazi na tlu u šumama i grmlju Himalaja, od Uttarakhanda do SI Indije i JI Kine, na nadmorskim visinama od 1800-3600 m. Cvjetovi su mali, pojedinačni, bez peteljki, ružičaste boje, promjera 8 mm, s 5 raširenih latica. Cvjetovi nisu jako uočljivi, kao ni biljka. Međutim, biljka postaje prepoznatljiva po plodovima, sa svojim sjajnim crvenim bobicama, promjera 8 mm. Još jedna zanimljivost ove biljke je lišće. Kao što naziv vrste heterophyllum sugerira, postoje dvije vrste lišća. Listovi na glavnoj stabljici nalaze se u nasuprotnim parovima, bez peteljki, dugi 0,5-2 cm, rub lista blago nazubljen. Listovi na granama su zbijeni, igličasti, ponekad linearno kopljasti, 3-5 mm. Puzave stabljike narastu do 1-2 stope duljine. Cvatnja: ožujak-svibanj.

## Varijeteti
- Hemiphragma heterophyllum var. dentatum (Elmer) T.Yamaz.; Kina (Guangxi); Tajvan
- Hemiphragma heterophyllum var. pedicellatum Hand.-Mazz.; Kina